# Paul Ewald (Schauspieler)
Paul Luca Ewald (* 13. August 2006) ist ein ehemaliger deutscher Kinderdarsteller.
Paul Ewald spielte in der 21. Staffel der deutschen Fernsehserie Schloss Einstein von Folge 897 (Februar 2018) bis Folge 922 (März 2018) die Rolle des Schülers Julius Alexander Berk und übernahm damit eine der Serienhauptrollen. Ewalds Rolle Julius Alexander Berk stammt aus einem wohlhabenden Elternhaus. Seine Mutter ist Modedesignerin, sein Vater ist Inhaber eines Herrenmodegeschäfts in Frankfurt am Main.
Paul Ewald, der die Serie im Alter von knapp 12 Jahren bereits wieder verließ, gehörte zu den jüngsten Darstellern bei Schloss Einstein. In der 4. Staffel der TV-Serie In aller Freundschaft – Die jungen Ärzte (2018) übernahm er außerdem eine Gastrolle als Junge auf der Kinderstation.
Er lebt in Erfurt.

## Filmografie
- 2018: Schloss Webstein
- 2018: Schloss Einstein
- 2018: In aller Freundschaft – Die jungen Ärzte (Folge 150 „Große und kleine Helden“)